# Nachlassinsolvenzverfahren
Das Nachlassinsolvenzverfahren stellt im deutschen Insolvenzrecht neben der Gesamtgutsinsolvenz eine besondere Art des Insolvenzverfahrens dar.
Mit dem Nachlassinsolvenzverfahren wird erreicht, dass die Nachlassgläubiger gemeinschaftlich und gleichmäßig aus dem Nachlass befriedigt werden und zugleich die Erben nicht mehr mit ihrem Gesamtvermögen (Nachlass plus Eigenvermögen), sondern nur noch beschränkt mit dem Nachlass haften. Dies geschieht durch eine Absonderung des Nachlasses vom sogenannten Eigenvermögen der Erben durch die Eröffnung des Nachlassinsolvenzverfahrens.

## Regelung
Die Insolvenzordnung (InsO) bestimmt, dass neben dem Regelinsolvenzverfahren als eine besondere Verfahrensart auch ein Nachlassinsolvenzverfahren eröffnet werden kann (§ 11 Abs. 2, §§ 315 bis 334 InsO). Man spricht hier von einem Sonderinsolvenzverfahren oder von einer Partikularinsolvenz. Während im normalen Insolvenzverfahren der Grundsatz der Universalinsolvenz gilt, wonach das ganze Vermögen des Schuldners haftet, haftet im Nachlassinsolvenzverfahren nur der Nachlass als Sondervermögen bzw. Partikularvermögen der Erben, die daneben noch ihr Eigenvermögen haben. Es könnte also, falls nicht nur der Nachlass, sondern auch das Eigenvermögen eines Miterben (aus anderen Gründen) überschuldet ist, auch über das Eigenvermögen ein weiteres Regelinsolvenzverfahren eröffnet werden.

## Zwecke
Zweck der Nachlassinsolvenz ist die Absonderung bzw. Trennung des Nachlasses (ererbtes Vermögen) vom Eigenvermögen des Erben (z. B. Haus und Geld, das er schon vor dem Todesfall als eigenes besaß). Diese Gütersonderung, sog. Separation, bewirkt außerdem, dass der Erbe für Schulden des Erblassers (und grundsätzlich alle weiteren Nachlassverbindlichkeiten) nur noch mit dem Nachlass, also beschränkt, haftet (§ 1975 BGB). Gleichzeitig wird mit der Nachlassinsolvenz die ausschließliche Verwendung der Insolvenzmasse zur Befriedigung der Nachlassgläubiger sichergestellt (§ 325 InsO).

## Zuständigkeit
Zuständig ist dasjenige Insolvenzgericht, in dessen Bezirk der Erblasser zur Zeit seines Todes seinen allgemeinen Gerichtsstand hatte (§ 325 InsO i. V. m. §§ 12 ff.Zivilprozessordnung (ZPO)).

## Insolvenzschuldner
Nach noch überwiegender Auffassung fällt die Rolle des Insolvenzschuldners dem oder den Erben als Trägern des Nachlasses zu. Dabei ist aber die sorgfältige Trennung des Eigenvermögens des Erben vom zum Nachlass gehörenden Vermögen zu beachten. Das Eigenvermögen des Erben wird nicht Bestandteil der Insolvenzmasse, auch wenn der Erbe von Teilen der Literatur als Insolvenzschuldner angesehen wird. Nach neuerer Auffassung in der Literatur gibt es im Nachlassinsolvenzverfahren gar keinen Schuldner. Vielmehr müssen die den Schuldnerbegriff verwendenden Vorschriften des allgemeinen Insolvenzrechts entweder in Bezug auf ein Sondervermögen oder in Bezug auf eine Person, die zur Vornahme von Rechtshandlungen bzgl. des Sondervermögens berufen ist, interpretiert werden.

## Antrag
Das Nachlassinsolvenzverfahren kann nur auf Antrag beim Insolvenzgericht eröffnet werden (§ 317 bis § 319 InsO).  Jeder Erbe und Nachlassgläubiger sowie der Testamentsvollstrecker und Nachlasspfleger sind zum Antrag berechtigt. Nachlassgläubiger können den Antrag nur bis zu zwei Jahre nach Annahme der Erbschaft stellen. Den Erben trifft gemäß § 1980 BGB eine Antragspflicht, wenn er erkennt, dass der Nachlass zahlungsunfähig oder überschuldet ist. Kommt der Erbe seiner Antragspflicht nicht rechtzeitig nach, haftet er den Insolvenzgläubigern gemäß § 1980 BGB, wenn ihnen aus der verspäteten Antragstellung ein Schaden resultiert. Zur Antragstellung sind auch die Nachlassgläubiger im Sinne von § 325 InsO berechtigt.

## Eröffnungsgründe
Eröffnungsgründe sind die Zahlungsunfähigkeit und die Überschuldung. Allerdings werfen die Eröffnungsgründe im Nachlassinsolvenzverfahren in vielerlei Hinsicht Zweifelsfragen auf und sind abweichend vom Regelinsolvenzverfahren zu beurteilen. Nur die Erben können die Nachlassinsolvenz auch bei nur drohender Zahlungsunfähigkeit beantragen (§ 320 InsO).

## Insolvenzmasse
Die Insolvenzmasse umfasst den Nachlass zur Zeit des Eröffnungsverfahrens, also nicht des Erbfalls. Zur Insolvenzmasse gehören aber auch Schadensersatzansprüche gegen Erben, Testamentsvollstrecker, Nachlasspfleger, Nachlassverwalter etc. Ansprüche gegen den Erben können sich insbesondere aus dessen Handlungen in der Zeit zwischen dem Erbfall und der Insolvenzantragstellung ergeben. Einschlägig sind hier insbesondere die Vorschriften der §§ 1975 ff. BGB.